# Krogia
Krogia is een geslacht van korstmossen behorend tot de familie Ramalinaceae. De typesoort is Krogia coralloides.

## Soorten
Volgens Index Fungorum telt het geslacht zes soorten (peildatum februari 2023):
| Soortnaam          | Auteur(s)          | Publicatiejaar |
| ------------------ | ------------------ | -------------- |
| Krogia antillarum  | Timdal             | 2009           |
| Krogia borneensis  | Kistenich & Timdal | 2018           |
| Krogia coralloides | Timdal             | 2002           |
| Krogia isidiata    | Kistenich & Timdal | 2018           |
| Krogia macrophylla | Kistenich & Timdal | 2018           |
| Krogia microphylla | Timdal             | 2011           |